# Yannick Talabardon
Yannick Talabardon est un coureur cycliste français né le 6 juillet 1981 dans le 12e arrondissement de Paris.
Il est membre de l'équipe BigMat-Auber93 entre 2002 et 2004 puis rejoint le Crédit agricole de 2005 à 2008. Il évolue ensuite dans la formation Besson Chaussures en 2009 et au sein de l'équipe continentale professionnelle Saur-Sojasun (devenue par la suite Sojasun) de 2010 à 2013. Son palmarès comprend notamment des victoires obtenues au Tour du Jura et lors de la semi-classique française Paris-Troyes.

## Biographie

### Carrière cycliste
En 2001, Yannick Talabardon participe aux championnats du monde à Lisbonne au Portugal. Il y prend la 41e place de la course en ligne des moins de 23 ans.
Au premier semestre de l'année suivante, il s'adjuge deux étapes de la Ronde de l'Isard. En juillet 2002, il commence sa carrière professionnelle au sein de l'équipe BigMat-Auber93.
En 2003, il remporte le Prix du Léon (une des courses de la Mi-août en Bretagne).
L'année suivante, il glane trois nouveaux succès lors du Tour de Normandie, du Tour du Jura et du Prix des blés d'or.
En 2005, il est recruté par l'équipe Crédit agricole que dirige Roger Legeay. Dès le début de la saison, il gagne le contre-la-montre par équipe du Tour méditerranéen avec ses coéquipiers puis prend le départ de son premier grand tour à l'occasion du Tour d'Italie. Il termine cette édition à la 78e place du classement général.
Le Giro est de nouveau à son programme de courses l'année suivante et il finit 100e de l'épreuve gagnée par le coureur italien Ivan Basso de la formation Team CSC.
Il participe au Tour d'Espagne en 2007 et 2008 où il termine 60e et 31e après avoir travaillé pour son équipe.
L'équipe Crédit agricole disparait à la fin de l'année 2008 et Yannick Talabardon fait le choix de rejoindre Besson Chaussures. Au début de l'année 2009, il s'adjuge l'épreuve française Paris-Troyes pour le compte de son nouvel employeur.
En 2010, son équipe change de nom et devient Saur-Sojasun. 
Il participe à son premier et unique Tour de France en 2011.
Alors que l'équipe continentale professionnelle Sojasun cesse son activité en 2013, Talabardon ne retrouve pas d'équipe pour 2014 et décide d'arrêter sa carrière professionnelle. Lors de sa dernière course, le Tour de Vendée, il se blesse, ce qui nécessite 25 points de suture répartis sur le dos et un doigt.

### Reconversion professionnelle
Après l'arrêt de sa carrière cycliste, Yannick Tabalardon s'inscrit à Pôle emploi et reprend ses études. Il effectue aussi un stage de communication à l'INSEP.
Depuis 2015, il travaille pour Amaury Sport Organisation.

## Palmarès
- 2000
  - 1re épreuve du Maillot des Jeunes Léopards
  - 3e du championnat d'Île-de-France
- 2001
  - Tour de l'Indre :
    - Classement général
    - 4e étape (contre-la-montre par équipes)
- 2002
  - 1re et 5e étapes de la Ronde de l'Isard
  - 2e de Paris-Roubaix espoirs
- 2003
  - Prix du Léon
- 2004
  - 1re étape du Tour de Normandie
  - Tour du Jura
  - Prix des blés d'or
  - 2e du Triptyque ardennais
- 2006
  - 3e étape du Tour méditerranéen (contre-la-montre par équipes)
- 2009
  - Paris-Troyes

## Résultats sur les grands tours

### Tour de France
1 participation
- 2011 : 47e

### Tour d'Italie
2 participations
- 2005 : 78e
- 2006 : 100e

### Tour d'Espagne
2 participations
- 2007 : 60e
- 2008 : 31e

## Classements mondiaux
| Année           | 2009 | 2010 | 2011  | 2012 | 2013  |
| --------------- | ---- | ---- | ----- | ---- | ----- |
| UCI Europe Tour | 203e | 390e | 1262e | 597e | 1152e |